# Бареж
Бареж (фр. Barèges) насеље је и општина у јужној Француској у региону Миди Пирене, у департману Горњи Пиринеји која припада префектури Аржеле Газо.
По подацима из 2011. године у општини је живело 188 становника, а густина насељености је износила 4,1 становника/km². Општина се простире на површини од 45,84 km². Налази се на средњој надморској висини од 1250 метара (максималној 3.087 m, а минималној 1.070 m).

## Демографија
| 1962. | 1968. | 1975. | 1982. | 1990. | 1999. | 2011. |
| ----- | ----- | ----- | ----- | ----- | ----- | ----- |
| 286   | 332   | 279   | 282   | 257   | 258   | 188   |

График промене броја становника у току последњих година